# Adrien Loron
Adrien Loron (26 de febrero de 1992) es un deportista francés que compite en ciclismo de montaña en la disciplina de campo a través. Ganó una medalla de plata en el Campeonato Mundial de Ciclismo de Montaña de 2021, en la prueba de campo a través para cuatro.

## Medallero internacional
| Campeonato Mundial | Campeonato Mundial   | Campeonato Mundial | Campeonato Mundial    |
| Año                | Lugar                | Medalla            | Competición           |
| ------------------ | -------------------- | ------------------ | --------------------- |
| 2021               | Val di Sole (Italia) | Medalla de plata   | Campo a través para 4 |